# Jardin Charlotte-Valandrey
Le jardin Charlotte-Valandrey est un espace vert municipal du 12e arrondissement de Paris, situé au 17, rue Hector-Malot. 

## Situation et accès
Le jardin fait partie du grand ensemble d'espaces verts reliés par la coulée verte René-Dumont avec le jardin de Reuilly, le jardin de la Gare-de-Reuilly et le square Charles-Péguy.
Le jardin est accessible par les lignes de métro 1 et 14 à la station de métro Gare de Lyon, par les lignes de RER A et D à Paris-Gare-de-Lyon.

## Historique
Le jardin est ouvert en 1995 dans la rue Hector-Malot sous le nom jardin Hector Malot et devait, comme elle, son nom à l'écrivain Hector Malot (1830-1907), qui vécut dans l'arrondissement. D'une surface de 2 400 m2 répartis en deux terrasses descendant vers l'avenue Daumesnil, il est réalisé sur les plans du cabinet paysagiste Andreas Christo-Foroux avec Paribiotop.
Le 12 juillet 2024, l'espace vert prend le nom de jardin Charlotte-Valandrey, en hommage à Charlotte Valandrey, actrice, chanteuse et écrivain française.